# Moorhead (Mississipi)
Moorhead és una població dels Estats Units a l'estat de Mississipi. Segons el cens del 2000 tenia 2.573 habitants.

## Demografia
Segons el cens del 2000, Moorhead tenia 2.573 habitants, 688 habitatges, i 520 famílies. La densitat de població era de 770,1 habitants per km².
Dels 688 habitatges en un 37,6% hi vivien nens de menys de 18 anys, en un 34,7% hi vivien parelles casades, en un 34,7% dones solteres, i en un 24,3% no eren unitats familiars. En el 20,3% dels habitatges hi vivien persones soles el 9% de les quals corresponia a persones de 65 anys o més que vivien soles. El nombre mitjà de persones vivint en cada habitatge era de 3,14 i el nombre mitjà de persones que vivien en cada família era de 3,67.
Per edats la població es repartia de la següent manera: un 28,1% tenia menys de 18 anys, un 26,7% entre 18 i 24, un 21,3% entre 25 i 44, un 16,3% de 45 a 60 i un 7,7% 65 anys o més.
L'edat mediana era de 22 anys. Per cada 100 dones de 18 o més anys hi havia 82,8 homes.
La renda mediana per habitatge era de 20.401 $ i la renda mediana per família de 23.000 $. Els homes tenien una renda mediana de 26.538 $ mentre que les dones 17.697 $. La renda per capita de la població era de 8.631 $. Entorn del 32,4% de les famílies i el 38% de la població estaven per davall del llindar de pobresa.

## Poblacions més properes
El següent diagrama mostra les poblacions més properes.